# Чемпионат Европы по софтболу среди женщин 1995
9-й чемпионат Европы по софтболу среди женщин 1995 проводился в городе Сеттимо-Торинезе (Италия) с 26 июня по 2 июля 1995 года с участием 13 команд.
В Италии женский чемпионат Европы проводился в 4-й раз, в городе Сеттимо-Торинезе — впервые.
Чемпионом Европы (в 3-й раз в своей истории и во 2-й раз подряд) стала сборная Италии, победив в финале сборную Нидерландов. Третье место заняла сборная Чехии.
Впервые в женском чемпионате Европы участвовали сборные Норвегии, Словакии, Чехии (ранее выступали как сборная Чехословакии) и Швейцарии.

## Итоговая классификация
| Место | Команда        |
| ----- | -------------- |
| 1     | Италия         |
| 2     | Нидерланды     |
| 3     | Чехия          |
| 4     | Бельгия        |
| 5     | Швеция         |
| 6     | Франция        |
| 7     | Испания        |
| 8     | Дания          |
| 9     | Словакия       |
| 10    | Великобритания |
| 11    | Германия       |
| 12    | Швейцария      |
| 13    | Норвегия       |